# Mariakerk (Anklam)
De Mariakerk (Duits: Marienkirche) is de oudste van de beide grote middeleeuwse stadskerken van de Noord-Duitse hanzestad Anklam (Mecklenburg-Voorpommeren). De jongere kerk is de Nicolaaskerk.

## Geschiedenis
De Mariakerk wordt voor het eerst in 1296 gedocumenteerd, maar waarschijnlijk vond het bouwbegin al 40 jaar eerder plaats. Oorspronkelijk betrof het een romaans kerkgebouw met twee torens, dat later vervangen werd door een gotisch bouwwerk. Hiermee valt ook de asymmetrische plaats van de toren ten opzichte van het kerkschip te verklaren. De romaanse toren is tegenwoordig nog in het muurwerk van de gotische opvolger te herkennen. Het voornemen bestond om een gotische tweelingtoren naar het voorbeeld van de Mariakerk te Lübeck te bouwen, maar dit plan werd in de 15e eeuw opgegeven. Op de plaats van de geplande tweede toren werd een kapel gebouwd. Tegen het einde van de 15e eeuw kreeg de Mariakerk haar huidige aanzien.
Ondanks de zware oorlogsschade, met name tijdens de luchtaanvallen op de stad van 9 oktober 1943, waarbij de torenspits en delen van de gewelven van het zuidelijke zijschip verloren gingen, kwam de Mariakerk in tegenstelling tot de Nicolaaskerk de oorlog relatief goed te boven. Al in 1947 werd het gebouw weer in gebruik genomen. 
Toch leed de Mariakerk ook zware verliezen: bij de brandstichting in 1945 van het slot Schwerinsburg in Ducherow gingen naast andere opgeslagen cultuurgoederen van de stad Anklam ook belangrijke delen van de kerkelijke inventaris verloren.

## Beschrijving
Het gebouw is een driebeukige hallenkerk met een laatromaans koor, een sacristie en een toren van vier verdiepingen hoog. Het kerkschip en het koor zijn net als de sacristie voorzien van een zadeldak.  
De toren kreeg in de loop der tijd verschillende spitsen, die in hoogte varieerden. In het jaar 1884 brandde de oude, lagere spits na blikseminslag uit. Daarna werd de toren aanmerkelijk hoger hersteld en met een gotische spits bekroond. De nieuwe toren, die in 1888 voltooid werd, reikte tot ongeveer 100 meter en vertoonde gelijkenissen met de toren van de Nicolaaskerk. Na de opgelopen schade bij de bombardementen in 1943 werd de toren voorzien van een eenvoudig zadeldak. De hoogte van de toren is tegenwoordig 64 meter.   

## Interieur
De herontdekking van de buitengewoon goed bewaarde fresco's aan de pijlers en gordelbogen in de Mariakerk zijn van groot belang. Ze werden in de jaren 1936-1937 blootgelegd en dateren vermoedelijk uit 1350. De retabel-achtige beschilderingen tonen aan de pijlers onder andere scènes van de kruisiging en voorstellingen van heiligen. Het gotische doopvont van kalksteen uit Gotland stamt uit circa 1330. Uit de Nicolaaskerk zijn de wangen van de koorbanken uit de vroege 15e eeuw afkomstig, met onder andere een bijzondere voorstelling van het heraldische dier van Pommeren, de griffioen. Veel van de inventaris van de Mariakerk werd in de Tweede Wereldoorlog opgeslagen op het landgoed Schweringsburg te Ducherow, dat in mei 1945 door brandstichting met de grond gelijk werd gemaakt. Van het hoofdaltaar bleef slechts een groot Mariabeeld uit de 15e eeuw bewaard. Het beeld heeft tegenwoordig een plaats gevonden in de noordwestelijke Mariakapel.
Het huidige hoofdaltaar werd samengesteld uit vier panelen van het voormalige hoofdaltaar van de Nicolaaskerk en een laatgotische crucifix. De begin-16e-eeuwse panelen tonen scènes uit het leven van Maria.
In de toren bevindt zich de zogenaamde apostelklok. De klok werd in 1450 gegoten door de klokkengieter Rickert de Monkehagen voor de Nicolaaskerk. De apostelklok is de grootste middeleeuwse klok van Mecklenburg-Voorpommeren. Het aantal klokken zal tijdens een restauratie van de klokkenstoel tot vijf klokken worden uitgebreid. De begrote kosten bedragen € 250.000; deze zullen door giften worden opgebracht.

## Kapellen
De zijkapellen in het zuidelijk zijschip werden in de 15e eeuw voor nevenaltaren gebouwd. In de 18e eeuw werden er welgestelde families en verwanten begraven. De houten wanden zijn met allegorieën en Bijbelse verhalen (onder andere de gelijkenis van de barmhartige Samaritaan) beschilderd. Op de plaats waar oorspronkelijk de tweede kerktoren was gepland, werd in de 15e eeuw de Mariakapel aangebouwd. Het houten beeld van Maria met Kind uit het einde van de 15e eeuw is het enige bewaarde onderdeel van het in de oorlog verwoeste hoofdaltaar.

## Orgel
Het orgel werd in 1961  gemaakt door de orgelbouwfirma Schuke uit Potsdam. Het heeft 2214 pijpen en 30 registers op 2 manualen en pedaal.